# Михайло-Лукашівська територіальна громада
Михайло-Лукашівська сільська територіальна громада — територіальна громада в Україні, у Запорізькому районі Запорізької області з адміністративним центром у селі Михайло-Лукашеве.

## Загальна інформація
Площа території — 368 км², населення громади — 5 447 осіб (2020 р.).

## Населені пункти
До складу громади увійшли села Адріанівка, Антонівка, Благовіщенське, Богданівка, Васильківське, Веселівське, Володимирівка, Геленджик, Гофельд, Зелений Гай, Козаче, Колос, Крутий Яр, Максимівка, Микільське, Миролюбівка, Михайло-Лукашеве, Нововасилівське, Новомиргородка, Новомихайлівське, Новофедорівка, Привільне, Райське, Терсянка, Трудолюбівка та Широке.

## Історія
Створена у 2020 році, відповідно до розпорядження Кабінету Міністрів України № 713-р від 12 червня 2020 року «Про визначення адміністративних центрів та затвердження територій територіальних громад Запорізької області», шляхом об'єднання територій та населених пунктів Антонівської, Максимівської, Михайло-Лукашівської, Московської та Привільненської сільських рад Вільнянського району Запорізької області.
19 липня 2020 року, в результаті адміністративно-територіальної реформи та ліквідації Вільнянського району, громада увійшла до складу новоутвореного Запорізького району.